# Rio Santo Antônio (Paraná)
O rio Santo Antônio é um rio na fronteira Argentina-Brasil que nasce no município de Santo Antônio, no sudoeste do estado brasileiro do Paraná.
Afluente do rio Iguaçu, constitui-se numa divisa natural do estado do Paraná, e com a Argentina.
Percorre uma região com matas de araucária, passando pelos municípios de Santo Antônio do Sudoeste, Pranchita, Pérola do Oeste, Planalto e Capanema. Neste último município o rio desagua no Rio Iguaçu.
O rio define a fronteira paranaense com a Argentina, traçada após acordo da fronteira arbitrado pelo então presidente dos Estados Unidos, Grover Cleveland, em 5 de fevereiro de 1895. A divisa foi definitivamente estabelecida em 1898 com o tratado assinado entre Brasil e Argentina pelo ministro das Relações Exteriores, o general Dionísio Evangelista de Castro Cerqueira. O processo ficou conhecido como Questão de Palmas.